# Джон Маклафлин
Джон Маклафлин (на английски: John McLaughlin), роден на 4 януари 1942 г. в гр. Донкастър, Южен Йоркшър (Англия), е британски музикант – композитор и инструменталист, известен най-вече като китарист.
Той е сред инициаторите на фюжън стила, наричан и описателно „джаз-рок“. През своята дълга творческа кариера Джон Маклафлин е работил с някои от най-големите от световната джазсцена: Майлс Дейвис, Чик Кърия, Хърби Ханкок, Джако Пасториъс, а също и с музиканти като Астор Пиацола, Пако Де Лусия, Ал Ди Меола и други.

## Биография
На 9 години започва да учи пиано, 2 години след това се прехвърля към китара. На 14 години, вече усвоил тайните на инструмента, преминава в стил „фламенко“, най-сложен в техническо отношение. На 16 години се премества в Лондон и работи с Греъм Бонд, Алексис Корнер и Джордж Фейм.
През 1969 г. Маклафлин записва първия си солов албум, „Extrapolation“. Свири с Тони Уилямс, Гюнтер Хапел и др. Участва в албумите на Майлс Дейвис „In A Silent Way“ и „Bitches Brew“. Съвместната им работа ражда понятието „джаз рок“, което се включва в музикалния речник. Джон Маклафлин е най-яркият представител на течението „фюжън“ (jazz fusion), привлякло не един китарист в онези години.
През 1971 създава групата „Mahavishnu Orchestra“, в която свирят Джон Маклафлин – китара, Ян Хамер – клавишни, Рик Леирд – бас, Били Кобам – ударни, Джери Гудмън – виола. Издават 9 албума с промени в състава си, а в „Apocalypse“ издаден през 1974 г. свирят с Лондонския симфоничен оркестър. Творчеството на Джон Маклафлин в този период е силно повлияно от индийската музика. Самия той се интересува от индийската философия.
В средата на 70-те години Маклафлин сформира групата за акустична индийска музика „Shakti“. В нея взимат участие индийският музикант-цигулар Шанкар и перкусионистът Закир Хусейн. През 1978 г. Маклафлин участва в китарно трио, свирещо фламенко. В състава на триото влизат Джон Маклафлин, Пако Де Лусия и Лари Кориел, който по-късно е сменен от Ал Ди Меола. Концертният албум „Friday Night In San Francisco“ се превръща в „златен“.
През 1984 г. Джон Маклафлин отново свири с Майлс Дейвис в албумите „You're Under Arrest“ и „Aura“. През 1988 участва в турне с известния индийски перкусионист Трилок Гурту, а през 1989 изнася с него концерт по време на Лондонския кралски фестивал.
През 1994 г. Маклафлин създава джаз триото „Free Spirits“, в състав Джон Маклафлин – китара, Денис Чамбърс – перкусия и Джой де Франческо – орган. Триото гастролира в Санкт Петербург, а на 5 юни 1995 изнася концерт в София.
В началото на 21 в. Маклафлин работи с квартета „The 4th Dimension“ и гостува с него в София на 1 юли 2022 г.

## Дискография
- Extrapolation (1969)
- Emergency! (в състава The Tony Williams Lifetime) (1969)
- Devotion (1970)
- Where Fortune Smiles (1970)
- Turn It Over (в състава The Tony Williams Lifetime) (1970)
- My Goals Beyond (1971)
- Mahavishnu Orchestra: The Inner Mounting Flame (1971)
- Mahavishnu Orchestra: Birds of Fire (1972)
- Love Devotion Surrender (c Карлос Сантана) (1973)
- Mahavishnu Orchestra: Between Nothingness and Eternity (1973)
- Mahavishnu Orchestra: Apocalypse (1974)
- Mahavishnu Orchestra: Visions Of Emerald Beyond (1975)
- Shakti (1976)
- Mahavishnu Orchestra: Inner Worlds (1976)
- Shakti: A Handful of Beauty (1977)
- Shakti: Natural Elements (1977)
- Johnny McLaughlin, Electric Guitarist (1978)
- The One Truth Band: Electric Dreams (1979)
- Belo Horizonte (1981)
- Friday Night In San Francisco (McLaughlin, DiMeola, De Lucia) (1981)
- Music Spoken Here (1982)
- Passion, Grace and Fire (1983)
- Mahavishnu Orchestra: Mahavishnu (1984)
- Mahavishnu Orchestra: Adventures In Radio Land (1986)
- Making Music (Zakir Hussain, John McLaughlin, Jan Garbarek) (1987)
- John McLaughlin Trio: Live at the Royal Festival Hall (1990)
- The Mediterranean: Concerto for Guitar and Orchestra, Duos for Guitar and Piano (1990)
- Live In Europe (1991)
- Que Alegria (1992)
- Time Remembered. John McLaughlin Plays Bill Evans (1993)
- Tokyo Live (1994)
- After The Rain (1995)
- Molom (1995)
- The Promise (1996)
- The Guitar Trio (Paco De Lucia, Al Di Meola, John McLaughlin) (1996)
- Remember Shakti (1999)
- Mahavishnu Orchestra: The Lost Trident Sessions (1999)
- The Heart of Things: Live in Paris (2000)
- Remember Shakti II: The Believer (2000)
- Remember Shakti II: Saturday Night In Bombay (2001)
- Thieves and Poets (2003)
- Industrial Zen (2006)
- 4th Dimension: Official Pirate (2007)
- Trio Of Doom (2007)
- Floating Point (2008)
- 4th Dimension: To The One (2010)
- 4th Dimension: Now Here This (2012)
- John McLaughlin & The 4th Dimention/Jimmy Herring & The Invisible Whip: Live in San Francisco (2018)